# Tăng Thành, Quảng Châu
Tăng Thành (tiếng Trung: 增城区, Hán Việt: Tăng Thành khu) là một quận của thành phố cấp phó tỉnh Quảng Châu (广州市), tỉnh Quảng Đông, Cộng hòa Nhân dân Trung Hoa.